# Don’t Tell Me (What Love Can Do)
«Don’t Tell Me (What Love Can Do)» — сорок второй в общем и второй с альбома Balance сингл хард-рок группы Van Halen, выпущенный 28 декабря 1994 года на лейбле Warner Bros.

## О сингле
Песня была единственной, кто достиг № 1 в чарте Billboard Album Rock Tracks из альбома Balance, где она оставалась в течение трёх недель.
Главная тема песни — о силе вселенской любви. Сэмми Хагар говорит в своей автобиографии, что он хотел, чтобы песня была возвышенной, чтобы хор пел «я хочу показать тебе, что может сделать любовь», но его отношения с братьями Ван Хален становились напряженными, и что они очень критично относились к лирическому обращению, желая чего-то большего.
Кроме того, история о смерти фронтмена Nirvana Курта Кобейна также рассказывается в песне через текст песни — «правильно ли идти легким путем» («is it right to take the easy way») и заканчивается словами «Я не могу сказать тебе, что правильно для тебя» («I can’t tell you what’s right for you»). Ближе к концу песни он говорит: «Я вижу нанесенный ущерб, да (I see the damage done, yeah)/О Боже, я слышал дробовик (oh Lord, I heard the shotgun)». Хагар говорит, что он верит, что люди, попавшие в беду, могут быть спасены, что Кобейн мог быть спасен людьми вокруг него, но и что они должны были просто «отпустить его по какой-то причине». Он хотел, чтобы песня была о Надежде, а не о том, чем она в конечном итоге стала из-за внутренней критики.

## Музыкальное видео
Клип на эту песню был снят в декабре 1994 года и завершен 12 декабря.
Видео рассказывает о молодом муже из видео «не могу перестать любить тебя» («Can’t Stop Lovin’ You») во время его тюремного заключения. Сцены показывают, как он и его друг совершают ограбление магазина, а также его арест, приговор к тюремному заключению, его пребывание там, деятельность и его драка с Азиатским заключенным, которая заканчивается жестокой борьбой тюремных властей и заключенных, которые являются близкими друзьями Азиатского заключенного. Затем молодой человек утешается человеком, который навещает его, и последняя сцена видео показывает, что он должен быть освобожден. Чередуются жертвы, которые, наряду с неоновыми вывесками, показывают нападения, которые они пережили, такие как выстрел из пистолета, стрельба на дороге, сексуальное насилие, поножовщина и многое другое, пока группа играет песню.

## Список композиций
CD Германия
| №  | Название                        | Длительность |
| -- | ------------------------------- | ------------ |
| 1. | «Don’t Tell Me»                 | 3:52         |
| 2. | «Why Can’t This Be Love» (Live) | 3:43         |
| 3. | «Panama» (Live)                 | 6:26         |
| 4. | «Poundcake» (Live)              | 5:13         |

7" сингл Англия
| №  | Название        | Длительность |
| -- | --------------- | ------------ |
| 1. | «Don’t Tell Me» | 5:56         |

| №  | Название         | Длительность |
| -- | ---------------- | ------------ |
| 1. | «Baluchitherium» | 4:05         |

## Участники записи
- Сэмми Хагар — вокал
- Эдди Ван Хален — электрогитара, бэк-вокал
- Майкл Энтони — бас-гитара, бэк-вокал
- Алекс Ван Хален — ударные